# Cornelius

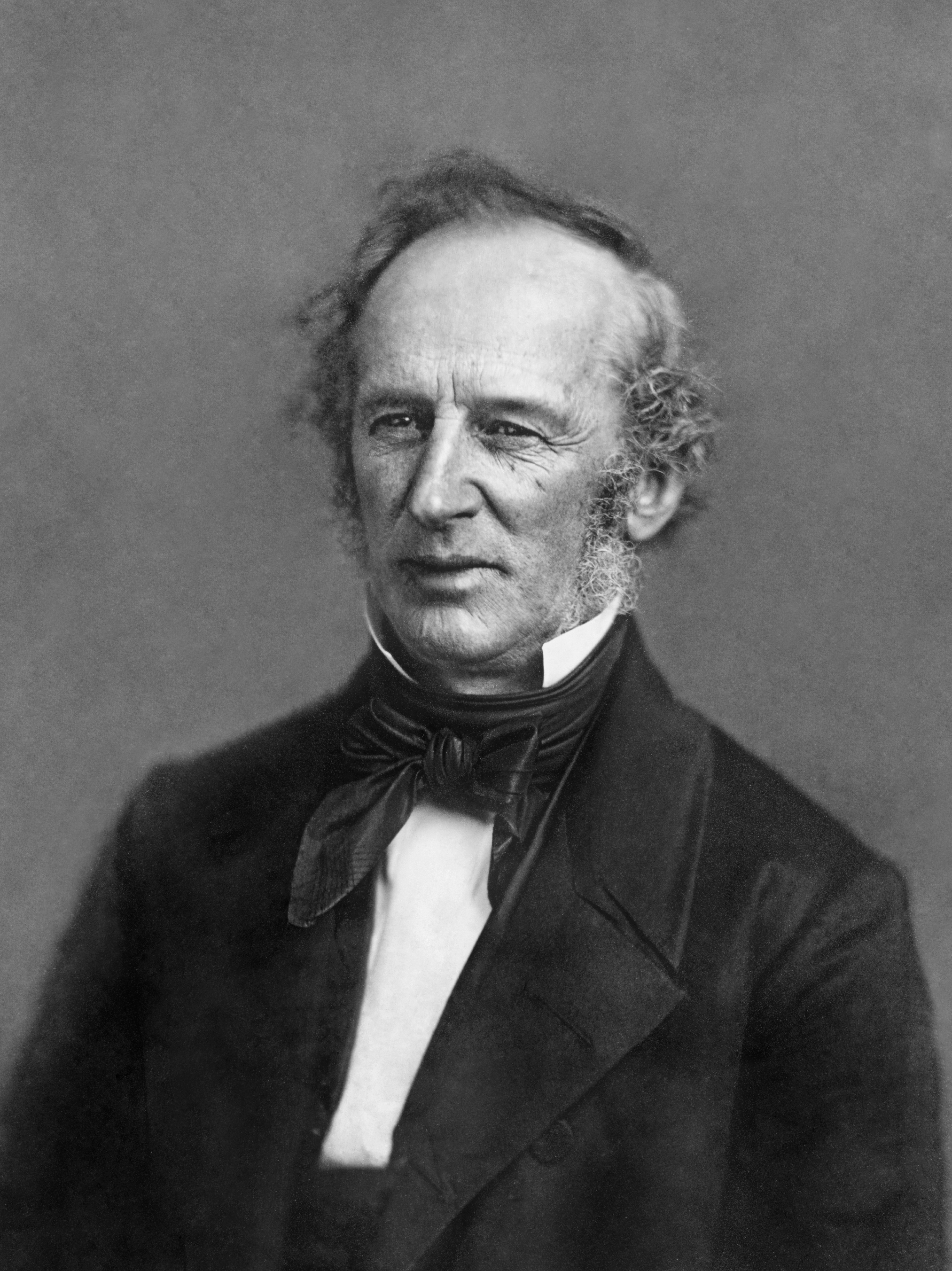
Cornelius Vanderbilt.

Cornelius eller Kornelius är ett förnamn och ett efternamn. Ursprungligen var Cornelius ett romerskt familjenamn och kommer möjligtvis från det latinska ordet cornu vilket betyder "horn". Namnet nämns också i Apostlagärningarna, NT, 10 kap, Det första hedningdopet. Den kvinnliga varianten är Cornelia.
Den 31 december 2008 fanns det 427 män i Sverige med namnet Cornelius, varav 102 med det som tilltalsnamn.
Namnsdag: ingen, men från 16 september 1986 till 1993.

## Personer med namnet Cornelius/Kornelius som förnamn
- Cornelius (påve) (död 253), martyr under kejsar Decius
- Cornelius, romersk officer, omnämnd i Apostlagärningarnas 10:e kapitel.
- Cornelius Anckarstjerna, amiral
- Cornelius Castoriadis, grekisk ekonom och filosof
- Kornelius Heinrich Dretzel, tysk koralkompositör
- Cornelius Johnson, amerikansk höjdhoppare
- Cornelius Vanderbilt, amerikansk entreprenör
- Cornelis Vreeswijk, nederländsk-svensk trubadur, kompositör och poet
- Cornelius, japansk musiker

## Personer med namnet Cornelius/Kornelius som efternamn
- Carl Adolf Cornelius, tysk kyrkohistoriker
- Carl Alfred Cornelius (1828–1893), svensk kyrkohistoriker
- Henric Cornelius (1819–1886), svensk grosshandlare
- Lauritz Peter Cornelius, dansk operasångare
- Peter Cornelius, tysk tonsättare
- Peter von Cornelius, tysk konstnär
- Pontus Cornelius, svensk företagsledare, debattör inom klimatsmart företagande som konkurrensmedel
- Victor Cornelius, dansk skådespelare, sångare och musiker

## Fiktiva personer med namnet Cornelius
- Cornelius Fudge
- Cornelius Knös
- Cornelius Tratt, person i Anna Maria Lenngrens dikt Min salig man